# Дроздовская, Валентина Владимировна
Валенти́на Влади́мировна Дроздо́вская (17 марта 1939 года, СССР — 8 апреля 1998 года, Санкт-Петербург) — диктор Ленинградского телевидения, поэтесса.

## Биографические вехи
Выросла в детском доме. Окончила Днепропетровский театральный техникум. В 1960-х годах работала диктором днепропетровского телевидения.
Вышла замуж в Днепропетровске и вместе со своим супругом Львом Исааковичем Лемке переехала в Москву, а затем в Ленинград.
Работала диктором Ленинградского телевидения с начала 1960-х до 1990-х.
Скончалась 20 сентября 1998 года. Похоронена на Серафимовском кладбище в Санкт-Петербурге.
В 2001 году на санкт-петербургском конкурсе «Весна романса» песня на слова В. Дроздовской заняла первое место.

## Память
Историческая часть книги подкреплена огромным количеством уникальных фотографий, предоставленных фондами Музея ТВ, и ставших поистине раритетными. Архивные фотографии не просто иллюстрации. На них запечатлены не только знаковые сегодня на экране и у микрофона фигуры —Светлана Агапитова, Марианна Баконина, Андрей Радин, Михаил Великосельский, Иннокентий Иванов, но и уже ставшие легендой творцы эфира прежних лет Виталий Вишневский, Елена Колаярова, Леонид Петров, Нелли Широких, Валентина Дроздовская.
— Курс радиотелевизионной журналистики